# Regierung Popow
Das Kabinett Popow stellte die 81. Regierung Bulgariens dar und war zwischen Dezember 1990 und November 1991 im Amt. Sie wurde nach dem Fall der zweiten Regierung von Andrei Lukanow und nach Verhandlungen der im Parlament vertretenen Parteien gebildet. Die Regierung sollte als Expertenregierung den nach dem Fall des Kommunismus notwendigen Übergang zur Marktwirtschaft mit einer dazugehörigen monetären Reform einleiten sowie Regional- und Parlamentswahlen vorbereiten. Sie war bis zum 8. November 1991 im Amt und wurde von Dimitar Popow als Ministerpräsident geleitet. Ihr folgte die Regierung Dimitrow.

## Hintergrund und Tätigkeit
Die Regierung nahm ihre Arbeit unter den Bedingungen des „lukanischen Winters“ auf, als Bulgarien nach dem Moratorium für Auslandsschuldzahlungen für bankrott erklärt war. Die Wirtschaftskrise machte sich bemerkbar, die Geschäfte waren leer, es fehlte an Lebensmitteln. Der Handel mit dem Westen war unmöglich, weil Bankzahlungen nicht funktionierten. Darüber hinaus litt auch Bulgarien unter dem Wirtschaftsembargo, das die UN wegen des Krieges am Persischen Golf gegen den Irak, einen traditionellen Außenhandelspartner mit Schulden bei Bulgarien, verhängt hatte. Außerdem schaffte der RGW ab dem 1. Januar 1991 den Überweisungsrubel ab, und die sowjetischen Öl- und Gaslieferungen mussten in Fremdwährungen wie US-Dollar bezahlt werden, die es nicht gab. Dadurch versiegte fast die Versorgung mit Öl und Gas und im Spätwinter 1991 lag die gesamte Wirtschaft lahm.
Dennoch genoss die Umsetzung der Wirtschaftsreform breite Unterstützung vonseiten der Politik und Gewerkschaften. Am 1. Februar 1991 wurden die Preise aller Waren und Dienstleistungen liberalisiert, mit Ausnahme von 14 Grundnahrungsmitteln, sowie die Preise einiger Waren und Dienstleistungen mit universeller wirtschaftlicher Anwendung – wie Brennstoffe, Strom und Wärme, Telefon, Telegraf und Postdienste. Telegrafenagenturen und bekannte westliche Kommentatoren gratulieren Bulgarien zur Wahl der Schocktherapie. Der Name Leszek Balcerowicz war der meistzitierte Name in der bulgarischen Presse. Bulgarien wurde zum kleinen Polen, und Jeffrey Sachs ersetzte „Revolutionsexport“ durch „Therapieexport“. Diese Zeit bleibt den Menschen mit dem Satz von Dimitar Popow „Um Gottes willen, Brüder, kauft nicht!“ in Erinnerung.
Ebenfalls im Februar 1991 liberalisierte die Regierung die Bedingungen für den Besitz von und Transaktionen mit Fremdwährungen. Sie erlaubte es Einzelpersonen, diese zu besitzen und Fremdwährungseinlagen in Banken zu eröffnen. Die Regierung führte ein flexibles Wechselkursregime für den bulgarischen Lew gegenüber den wichtigsten konvertierbaren Währungen ein. Die Bulgarische Nationalbank wurde beauftragt, den Devisenmarkt zu überwachen und zu regulieren. Damit war die erste Aufgabe erledigt und die Wirtschaft stabilisierte sich in sechs Wochen.
Damit wurde die erste Aufgabe, die Einleitung der Wirtschaftsreformen, erfüllt. Die Vorbereitung und Organisation von Regional- und Parlamentswahlen wurde jedoch wegen der Abhaltung der verfassunggebenden Großen Nationalversammlung verschoben.
Außenpolitisch weigerte sich Dimitar Popow, an einer Konferenz in der griechischen Hauptstadt Athen mit dem griechischen Ministerpräsidenten Konstantinos Mitsotakis und dem jugoslawischen Präsidenten Slobodan Milošević ohne mazedonische Vertreter teilzunehmen, welche die Zukunft der ehemaligen jugoslawischen Republik Mazedonien, welche am 8. September 1991 die Unabhängigkeit erklärt hatte, diskutieren sollte. Damit stellte er klar, dass eine Aufteilung Mazedoniens nicht im Interesse Bulgariens sei, und widersetzte sich der Wiederherstellung einer griechisch-serbischen Grenze.
Laut Schelju Schelew war sie die erfolgreichste Regierung während des bulgarischen Übergangs von Kommunismus und Planwirtschaft zur Marktwirtschaft und Parlamentarischen Demokratie weil sie eine breite parteipolitische Unterstützung genoss, da sie sowohl eine programmatische und Expertenregierung war und die nationale Einigkeit für Wirtschaftsreformen genoss. Darüber hinaus sieht er den entscheidenden Faktor für ihren Erfolg in der Dominanz von Vertretern der demokratischen Opposition, welche das reformorientierte Handeln der Regierung prägten.

## Kabinett
Das Kabinett wurde von Dimitar Popow angeführt und setzte sich aus Zivilexperten und Vertretern von BSP, SDS und BZNS zusammen. Die Verteilung der Minister erfolgte nach einem Quotenprinzip von 7:6:3:2.

### Anfangskabinett
- Ministerpräsident: Dimitar Popow
- Stellvertretende Ministerpräsidenten: Alexandar Tomow, Dimitar Ludschew, Wiktor Walkow
- Außenminister: Wiktor Walkow (Bulgarische Agrarische Volksunion, kurz BZNS)
- Minister für Inneres: Christo Danow (parteilos)
- Minister für Bildung und Wissenschaft: Matej Mateew (Bulgarische Sozialistische Partei, kurz BZNS)
- Finanzminister: Iwan Kostow (Sajus na Demokratitschnite Sili, kurz SDS)
- Justizminister: Pentscho Penew (BSP)
- Verteidigungsminister: Jordan Mutaftschiew (parteilos)
- Minister für Landwirtschaft und Wälder: Boris Spirow (BZNS)
- Minister für Außenwirtschaft: Atanas Paparissow (BSP)
- Minister für Verkehr: Wesselin Pawlow (BSP)
- Minister für Umwelt und Gewässer: Dimitar Wodenitscharow (parteilos)
- Minister für Gesundheit: Iwan Tschernossemski (parteilos)
- Minister für Kultur: Dimo Dimow (parteilos)
- Minister für Wirtschaft: Iwan Puschkarow (SDS)
- Minister für Arbeit und Sozialpolitik: Emilija Maslarowa (BSP)
- Minister für regionale Entwicklung und Infrastruktur: Ljubomir Pelowski (BSP)
- Minister für Wissenschaft und höhere Bildung: Georgi Fotew (parteilos)

## Umbildungen
Bei der Kabinettsbildung im März 1991 wurde das Ministerium für Bau, Architektur und Stadtentwicklung geschaffen. Angeführt wurde das neue Ministerium von Ljubomir Pelowski (BSP).